# Adventist Health Arena
Die Adventist Health Arena ist eine Mehrzweckhalle in der US-amerikanischen Stadt Stockton im Bundesstaat Kalifornien. Der Bau ist im Besitz der Stadt und kostete 63 Mio. US-Dollar. Gegenwärtig ist es die Heimspielstätte der Stockton Kings aus der NBA G-League.

## Geschichte
Die Ende 2005 eingeweihte Arena bietet je nach Veranstaltung von 8.600 bis 12.000 Plätze. Sie besitzt u. a. 24 Luxus-Suiten, einen Clubbereich mit 344 Clubsitzen, ein Videowürfel mit vier Bildschirmen und ein elektronisches Eintrittskarten-System. Sie wurde vom Architekturbüro 360 Architecture entworfen. An die Stockton Arena grenzt das University Plaza Waterfront Hotel und nur wenige Meter entfernt liegt der Banner Island Ballpark; die Heimat der Baseballmannschaft Stockton Ports (Minor League Baseball). Sie sind Teil des Waterfront Entertainment Complex.
Von 2015 bis 2022 war das Eishockeyteam der Stockton Heat aus der AHL in der Stockton Arena beheimatet. Die California Cougars der Indoor-Soccer-Liga PASL-Pro von 2005 bis 2011. Von 2005 bis 2009 trug die Arena-Football-Mannschaft der Stockton Lightning ihre Spiele in der Halle aus; zudem waren von 2005 bis 2015 die Stockton Thunder aus der ECHL in der Arena aktiv. In der ersten Sportveranstaltung am 10. Dezember 2005 schlug Stockton Thunder das Team der Phoenix RoadRunners mit 4:0. 2008 war die Arena Austragungsort des ECHL All-Star Game und 2009 gewannen die California Cougars die PASL-Pro-Meisterschaft in eigener Halle.
Neben den Spielen der Heimteams finden u. a. Konzerte, Eisshows wie Disney on Ice, Auftritte von Comedians, Wrestlingveranstaltungen oder Mixed Martial Arts.
Am 24. Oktober 2023 gaben die Non-Profit-Organisation Adventist Health der Siebenten-Tags-Adventisten und Betreiber ASM Global eine Partnerschaft mit der Umbenennung der Halle in Adventist Health Arena bekannt. Mit der Partnerschaft geht eine Renovierung einher.